# Saison 4 de 90210 Beverly Hills : Nouvelle Génération
Chronologie
Saison 3 Saison 5
Cet article présente le guide des épisodes de la quatrième saison de la série télévisée américaine 90210 Beverly Hills : Nouvelle Génération (90210).
Cette quatrième saison a débuté le 13 septembre 2011 sur The CW Television Network et comporte 24 épisodes au lieu des 22 prévus initialement car la chaîne veut éviter les pauses fréquentes de 5 à 6 semaines.

## Synopsis
Dans cette saison, la plupart des personnages iront à l'université. Il y aura également de nouveaux personnages notamment de la famille de Navid (Michael Steger).
Un nouveau personnage récurrent apparaîtra dans cette nouvelle saison : il s'agit de l'acteur Ryan Rottman interprétant le personnage de Shane, un jeune gay qui défend le droit des homosexuels.
Annie Wilson se "prostitue", ce qui va causer de gros ennuis à elle et à son frère, Dixon Wilson qui lui va plonger dans la drogue. Adrianna sera à ses côtés et ils vont finir ensemble. De son côté, Naomi Clark va emménager dans une immense maison, elle sera dans son élément, la fête, mais Holly va devenir son ennemie et va tout se permettre. Silver et Navid vont eux aussi connaitre des obstacles dans leur relation. L'oncle de Navid, Amal, est à l'origine d'un trafic de voitures volées et va mêler Navid à cette histoire. Silver va être la cible de l'oncle et pour sa protection, Navid décide de mettre un terme à leur relation. Ce que Silver ne sait pas, c'est qu'elle a toujours des sentiments pour lui et Navid de son côté a encore des sentiments aussi…

## Distribution

### Principaux et récurrents
| Principaux - Shenae Grimes (V. F. : Laëtitia Godès) : Annie Wilson - Tristan Wilds (V. F. : Donald Reignoux) : Dixon Wilson - AnnaLynne McCord (V. F. : Aurélie Nollet) : Naomi Clark - Jessica Stroup (V. F. : Noémie Orphelin) : Erin Silver - Michael Steger (V. F. : Jonathan Amram) : Navid Shirazi - Jessica Lowndes (V. F. : Pamela Ravassard) : Adrianna Tate-Duncan - Matt Lanter (V. F. : Alexis Tomassian) : Liam Court - Gillian Zinser (V. F. : Marie Tirmont) : Ivy Sullivan | Récurrents - Fabiana Udenio (V. F. : Valérie de Vulpian) : Atoosa Shirazi - Shaun Duke (V. F. : Olivier Rodier) : Omar Shirazi - Sara Foster (V. F. : Dorothée Pousséo) : Jennifer "Jen" Clark - Sarah Danielle Madison (V. F. : Élisabeth Fargeot) : Colleen Sarkossian - Manish Dayal (V. F. : Arthur Pestel) : Raj Kher - Matt Cohen (V. F. : Charles Germain) : Jérémy - Summer Bishil (V. F. : Joséphine Ropion) : Leila - Anthony Azizi (V. F. : Xavier Fagnon) : Amal Shirazi - Megalyn Echikunwoke (V. F. : Ariane Aggiage) : Holly Strickler - Kristina Apgar (V. F. : Anne Mathot) : Jane - Cameron Goodman (V. F. : Léa Gabrièle) : Bree - Brandy Norwood (V. F. : Valérie Siclay) : Marissa Harris-Young - Chris McKenna (V. F. : Laurent Mantel) : Patrick Westhill - Tiffany Hines (V. F. : Laëtitia Lefebvre) : Kat - Dina Meyer (V. F. : Laura Blanc) : Sheila - Niall Matter (V. F. : Cédric Dumond) : Greg Davis - Nick Zano (V. F. : Luc Boulad) : Preston Hillingsbrook - Robert Hoffman (V. F. : Laurent Morteau) : Caleb Walsh - Yani Gellman (V. F. : Jérémy Prévost) : Diego Flores - Tania Raymonde (V. F. : Adeline Moreau) : Sonia Reese - Ryan Rottman (V. F. : Benjamin Tribes) : Shane - Michelle Hurd (V. F. : Juliette Degenne) : Rachel Gray - Arielle Kebbel (VF : Philippa Roche) : Vanessa Shaw - Justin Deeley (V. F. : Fabrice Trojani) : Austin Tallridge |

### Acteurs invités
- Stephen Amell (V. F. : Cyril Aubin) : Jim Mcdohpy (épisodes 4 et 5)
- Kellie Pickler : Sally Butler (épisode 6)
- Ray Wise : Dean Thomas (épisode 7)
- Perez Hilton : lui-même (épisode 7)
- Billy Ray Cyrus (VF : Marc Perez) : Judd Ridge (épisodes 8 et 22)
- Martin Spanjers : Stanley (épisode 9)
- Janice Dickinson : elle-même (épisode 11)
- La Toya Jackson : Marilyn (épisode 18)

## Production
L'écriture du 24e épisode de la saison 4 de 90210 Beverly Hills : Nouvelle Génération fut clos le 10 février 2012.

## Liste des épisodes

### Épisode 1:Aux Nouveaux Départs!
- États-Unis : 13 septembre 2011 sur The CW[1]
- Suisse : 10 septembre 2012 sur RTS Deux[4]
- Québec : sur VRAK.TV
- France : 
  - 13 février 2013 sur 6ter
  - 26 septembre 2013 sur M6
- Belgique : 25 avril 2015 sur Plug RTL[5]

- États-Unis : 1,61 million de téléspectateurs[6] (première diffusion)

### Épisode 2:Sœurs pour la Vie
- États-Unis : 20 septembre 2011 sur The CW
- Suisse : 11 septembre 2012 sur RTS Deux
- Québec : sur VRAK.TV
- France : 
  - 13 février 2013 sur 6ter
  - 27 septembre 2013 sur M6
- Belgique : sur RTL-TVI

- États-Unis : 1,47 million de téléspectateurs[7] (première diffusion)

- Matt Cohen (Jeremy)
- Justin Deeley (Austin)
- Summer Bishil (Leila)

### Épisode 3:Une Tragédie Grecque
- États-Unis : 27 septembre 2011 sur The CW
- Suisse : 12 septembre 2012 sur RTS Deux
- Québec : sur VRAK.TV
- France : 
  - 13 février 2013 sur 6ter
  - 30 septembre 2013 sur M6
- Belgique : sur RTL-TVI

- États-Unis : 1,58 million de téléspectateurs[8] (première diffusion)

- Megalyn Echikunwoke (Holly)
- Kristina Apgar (Jane)

### Épisode 4:Les Olympiades
- États-Unis : 4 octobre 2011 sur The CW
- Suisse : 13 septembre 2012 sur RTS Deux
- Québec : sur VRAK.TV
- France : 
  - 13 février 2013 sur 6ter
  - 1er octobre 2013 sur M6
- Belgique :sur RTL-TVI

- États-Unis : 1,29 million de téléspectateurs[9] (première diffusion)

- Megalyn Echikunwoke (Holly)
- Justin Deeley (Austin)

### Épisode 5:Strip Politique
- États-Unis : 11 octobre 2011 sur The CW
- Suisse : 17 septembre 2012 sur RTS Deux
- Québec : sur VRAK.TV
- France : 
  - 13 février 2013 sur 6ter
  - 2 octobre 2013 sur M6
- Belgique : sur RTL-TVI

- États-Unis : 1,54 million de téléspectateurs[10] (première diffusion)

- Brandy Norwood (Marissa Harris-Young)
- Robin Thomas (Charles)
- Ryan Rottman (Shane)
- Summer Bishil (Leila)
- Kristina Apgar (Jane)
- Justin Deeley (Austin)

### Épisode 6:Le Bénéfice du Doute
- États-Unis : 18 octobre 2011 sur The CW
- Suisse : 18 septembre 2012 sur RTS Deux
- Québec : sur VRAK.TV
- France : 
  - 20 février 2013 sur 6ter
  - 2 octobre 2013 sur M6
- Belgique : sur RTL-TVI

- États-Unis : 1,41 million de téléspectateurs[11] (première diffusion)

- Justin Deeley (Austin)
- Kellie Pickler (Sally)

### Épisode 7:Mascarades
- États-Unis : 1er novembre 2011 sur The CW
- Suisse : 19 septembre 2012 sur RTS Deux
- Québec : sur VRAK.TV
- France : 
  - 20 février 2013 sur 6ter
  - 3 octobre 2013 sur M6
- Belgique : sur RTL-TVI

- États-Unis : 1,48 million de téléspectateurs[12] (première diffusion)

- Megalyn Echikunwoke (Holly)
- Anthony Azizi (Amal)
- Brandy Norwood (Marissa Harris-Young)
- Chris L. McKenna (Patrick)
- Perez Hilton (lui-même)

### Épisode 8:Ce qui se passe à Vegas
- États-Unis : 8 novembre 2011 sur The CW
- Suisse : 20 septembre 2012 sur RTS Deux
- Québec : sur VRAK.TV
- France : 
  - 20 février 2013 sur 6ter
  - 4 octobre 2013 sur M6
- Belgique : sur RTL-TVI

- États-Unis : 1,55 million de téléspectateurs[13] (première diffusion)

- Justin Deeley (Austin)
- Billy Ray Cyrus (Judd Ridge)
- Vinny Guadagnino (Poker-Playing Celebrity)
- Ryan Rottman (Shane)
- Anthony Azizi (Amal)

### Épisode 9:Le Prix à Payer
- États-Unis : 15 novembre 2011 sur The CW
- Suisse : 21 septembre 2012 sur RTS Deux
- Québec : sur VRAK.TV
- France : 
  - 20 février 2013 sur 6ter
  - 7 octobre 2013 sur M6
- Belgique : sur RTL-TVI

- États-Unis : 1,59 million de téléspectateurs[14] (première diffusion)

- Dina Meyer (Sheila)

### Épisode 10:Rien n'est éternel
- États-Unis : 22 novembre 2011 sur The CW
- Suisse : 1er octobre 2012 sur RTS Deux
- Québec : sur VRAK.TV
- France : 
  - 20 février 2013 sur 6ter
  - 8 octobre 2013 sur M6
- Belgique : sur RTL-TVI

- États-Unis : 1,26 million de téléspectateurs[15] (première diffusion)

- Justin Deeley (Austin)

### Épisode 11:L'enfer de la mode
- États-Unis : 29 novembre 2011 sur The CW
- Suisse : 2 octobre 2012 sur RTS Deux
- Québec : sur VRAK.TV
- France : 
  - 27 février 2013 sur 6ter
  - 9 octobre 2013 sur M6
- Belgique : sur RTL-TVI

- États-Unis : 1,52 million de téléspectateurs[16] (première diffusion)

- Janice Dickinson (elle-même)
- Matt Cohen (Jeremy)
- Megalyn Echikunwoke (Holly)

### Épisode 12:Douce nuit
- États-Unis : 6 décembre 2011 sur The CW
- Suisse : 3 octobre 2012 sur RTS Deux
- Québec : sur VRAK.TV
- France : 
  - 27 février 2013 sur 6ter
  - 9 octobre 2013 sur M6
- Belgique : sur RTL-TVI

- États-Unis : 1,46 million de téléspectateurs[17] (première diffusion)

- Michelle Hurd (Rachel)
- Megalyn Echikunwoke (Holly)
- Matt Cohen (Jeremy)
- Anthony Azizi (Amal)

### Épisode 13:La cerise sur le gâteau
- États-Unis : 17 janvier 2012 sur The CW
- Suisse : 4 octobre 2012 sur RTS Deux
- Québec : sur VRAK.TV
- France : 
  - 27 février 2013 sur 6ter
  - 10 octobre 2013 sur M6
- Belgique : sur RTL-TVI

- États-Unis : 1,25 million de téléspectateurs[18] (première diffusion)

### Épisode 14:Telle mère, telle fille
- États-Unis : 24 janvier 2012 sur The CW
- Suisse : 5 octobre 2012 sur RTS Deux
- Québec : sur VRAK.TV
- France : 
  - 27 février 2013 sur 6ter
  - 11 octobre 2013 sur M6
- Belgique : sur RTL-TVI

- États-Unis : 1,24 million de téléspectateurs[19] (première diffusion)

- Michelle Hurd (Rachel)
- Megalyn Echikunwoke (Holly)
- Niall Matter (Greg)
- Arielle Kebbel (Vanessa)

Austin déprime depuis que Naomi a rompu avec lui ce qui a le dont de taper sur les nerfs d'Ivy, de Navid et de Dixon . Holly en veut toujours à Naomi de lui avoir « piqué » son stage et l'attention de sa mère . Malheureusement Naomi ne va pas améliorer son cas . Elle demande, sans le vouloir, à la mère d'Holly de faire en sorte que cette dernière devienne son assistante pour l'organisation d'une remise de prix . Pour se venger, Holly crache dans le café qu'elle avait préparé pour Naomi . Finalement Naomi aide Holly à remonter dans l'estime de sa mère en la chargeant d'une tâche importante. Seulement, Holly n'accomplit pas correctement sa tâche ce qui énerve sa mère. En allant chercher Mr Nash, la star qu'Holly était censée ramener, elles découvrent qu'il a bu jusqu'à devenir saoul en les attendant. Naomi défend Holly auprès de sa mère. Naomi finit par se faire renvoyer. La relation entre Holly et sa mère s'arrange et elle finit par récupérer le stage de Naomi. Pour finir, Naomi et Holly se réconcilient. Naomi pense alors à créer sa propre agence. Le nouveau petit ami d'Ivy doit partir pour aller faire des photos en Afghanistan. Seulement, cela ne réjouit pas Ivy car l'Afghanistan est très éloigné de West Beverly et elle a peur qu'il lui arrive quelque chose là-bas. Elle demande alors à Naomi si elle n'aurait pas besoin d'un photographe pour la soirée qu'elle organise car elle aimerait que Nick trouve du travail ailleurs que dans un pays étranger. Elle accepte. Pendant la soirée organisée par Naomi, Ivy avoue à Nick qu'elle n'est pas réellement joyeuse qu'il parte en Afghanistan. Finalement, elle lui « donne son accord » pour qu'il parte faire la mission de ses rêves. 
Alors que Greg et Silver marchent tranquillement dans la rue, il lui dit qu'il vient officiellement de divorcer avec sa femme et lui demande si elle veut partir avec lui à New York pour obtenir un post de titulaire dans l'université Columbia. Elle accepte. Au même moment, Dixon et Navid aperçoivent Silver et Greg. Il se sent obliger d'aller leur parler pour leur dire qu'il ne ressent plus rien pour Silver et qu'il ne devrait plus y avoir de tension entre eux. Il se demande s'il n'a pas déjà rencontré Greg ailleurs. Silver coupe court à la conversation.
Alors que Liam et Vanessa discute d'un voyage qu'ils pourraient entreprendre, Annie arrive et fait partir Liam pour pouvoir parler en tête à tête avec Vanessa. Elle lui avoue qu'elle a malencontreusement pris le sac de cette dernière et qu'elle connaît à présent son secret. Elle décide de la faire chanter en échange de ne pas en parler à Liam. Elle lui demande de le laisser tranquille et de ne plus revenir mais Vanessa ne semble pas vouloir renoncer à ce dernier. Annie, cherchant Liam, apprend qu'il est parti avec Vanessa. Elle décide alors de fouiller dans les affaires Vanessa dans le but de trouver une preuve sur l'implication de celle-ci dans l'accident de Liam ou une information sur son passé. Pendant ce temps, Vannessa essaye de liguer Liam contre Annie. Finalement, elle lui avoue que c'est elle qui a percuté sa moto. Annie arrive. Vanessa raconte alors toute l'histoire. Liam raconte à Annie tout ce qu'il pense sur elle et lui dit qu'entre eux deux, c'est officiellement fini. 

### Épisode 15:Plus rien à perdre
- États-Unis : 31 janvier 2012 sur The CW
- Suisse : 8 octobre 2012 sur RTS Deux
- Québec : sur VRAK.TV
- France : 
  - 27 février 2013 sur 6ter
  - 14 octobre 2013 sur M6
- Belgique : sur RTL-TVI

- États-Unis : 1,38 million de téléspectateurs[20] (première diffusion)

- Niall Matter (Greg)
- Arielle Kebbel (Vanessa)

### Épisode 16:Chaud business
- États-Unis : 7 février 2012 sur The CW
- Suisse : 9 octobre 2012 sur RTS Deux
- France : 
  - 6 mars 2013 sur 6ter
  - 15 octobre 2013 sur M6

- États-Unis : 1,34 million de téléspectateurs[21] (première diffusion)

- Arielle Kebbel (Vanessa)
- Sara Foster (Jen Clark)

### Épisode 17:Association de bienfaiteurs
- États-Unis : 6 mars 2012 sur The CW
- Suisse : 10 octobre 2012 sur RTS Deux
- France : 
  - 6 mars 2013 sur 6ter
  - 16 octobre 2013 sur M6

- États-Unis : 1,26 million de téléspectateurs[22] (première diffusion)

- Arielle Kebbel (Vanessa)
- Sara Foster (Jen Clark)

### Épisode 18:Combat de boue
- États-Unis : 13 mars 2012 sur The CW
- Suisse : 11 octobre 2012 sur RTS Deux
- France : 
  - 6 mars 2013 sur 6ter
  - 16 octobre 2013 sur M6

- États-Unis : 1,16 million de téléspectateurs[23] (première diffusion)

- Arielle Kebbel (Vanessa)
- Nick Zano (P.J.)
- Sara Foster (Jen Clark)
- La Toya Jackson (record executive)

### Épisode 19:Le poids de la vérité
- États-Unis : 20 mars 2012 sur The CW
- Suisse : 12 octobre 2012 sur RTS Deux
- France : 
  - 6 mars 2013 sur 6ter
  - 17 octobre 2013 sur M6

- États-Unis : 1,25 million de téléspectateurs[24] (première diffusion)

- Manish Dayal (Raj)
- Robert Hoffman (Caleb)

### Épisode 20:Veillée irlandaise
- États-Unis : 27 mars 2012 sur The CW
- Suisse : 15 octobre 2012 sur RTS Deux
- France : 
  - 6 mars 2013 sur 6ter
  - 18 octobre 2013 sur M6

- États-Unis : 1,27 million de téléspectateurs[25] (première diffusion)

- Nick Zano (PJ)
- Arielle Kebbel (Vanessa)
- Manish Dayal : Raj

### Épisode 21:Les lois de l'attraction
- États-Unis : 24 avril 2012 sur The CW
- Suisse : 16 octobre 2012 sur RTS Deux
- France : 
  - 13 mars 2013 sur 6ter
  - 21 octobre 2013 sur M6

- États-Unis : 1,11 million de téléspectateurs[26] (première diffusion)

- Nick Zano (PJ)
- Justin Deeley (Austin)
- Robert Hoffman (Caleb)

### Épisode 22:De la poudre aux yeux
- États-Unis : 1er mai 2012 sur The CW
- Suisse : 17 octobre 2012 sur RTS Deux
- France : 
  - 13 mars 2013 sur 6ter
  - 22 octobre 2013 sur M6

- États-Unis : 1,13 million de téléspectateurs[27] (première diffusion)

- Robert Hoffman (Caleb)
- Justin Deeley (Austin)
- Billy Ray Cyrus (Judd Ridge)

### Épisode 23:Boire et déboires
Pour les articles homonymes, voir Boire et Déboires (homonymie).
- États-Unis : 8 mai 2012 sur The CW
- Suisse : 18 octobre 2012 sur RTS Deux
- France : 
  - 13 mars 2013 sur 6ter
  - 23 octobre 2013 sur M6

- États-Unis : 1,15 million de téléspectateurs[28] (première diffusion)

- Nick Carter (lui-même)
- Josh Zuckerman (Max)
- Caitlin Thompson (Madison)
- Robert Hoffman (Caleb)
- Yani Gellman (Diego)

### Épisode 24:Maintenant ou jamais
- États-Unis : 15 mai 2012 sur The CW[29]
- Suisse : 19 octobre 2012 sur RTS Deux
- France : 
  - 13 mars 2013 sur 6ter
  - 23 octobre 2013 sur M6

- États-Unis : 0,98 million de téléspectateurs[30] (première diffusion)

- Josh Zuckerman (Max)
- Caitlin Thompson (Madison)
- Trevor Donovan (Teddy Montgomery)
- Arielle Kebbel (Vanessa)